# Медвежонок Паддингтон
Медвежо́нок Па́ддингтон (англ. Paddington Bear) — герой книги английского писателя Майкла Бонда и одноимённого детского сериала. Книга о медвежонке Паддингтоне считается классикой детской литературы. Впервые книга «Медвежонок по имени Паддингтон» была опубликована 13 октября 1958 года. Сегодня в мире более 25 миллионов книг о медвежонке Паддингтоне, которые переведены в общей сложности на 31 язык. Во всём мире было выдано 265 лицензий на различные продукты с использованием имени медвежонка.

## Литературная история медвежонка
Идея написать рассказ про Медвежонка Паддингтона впервые родилась у Майкла Бонда, когда он увидел одинокого мишку на полке в лондонском магазине рядом с Паддингтонским вокзалом в Сочельник 1956 года и купил его в подарок жене. Медвежонок вдохновил Бонда придумать историю, и за десять дней он написал первую книгу. Книга была передана литературному агенту Харви Унне. «Медвежонок по имени Паддингтон» был впервые опубликован 13 октября 1958 года издательством William Collins & Sons.
Сначала Майкл Бонд хотел, чтобы Медвежонок прибыл «из чёрной Африки» («from darkest Africa»), но его агент Харви Унна подсказала, что в Африке медведи не живут, и тогда он изменил его родину на Перу. Есть единственный медведь, который живёт в перуанских джунглях, — это так называемый андский, или очковый медведь.
На Паддингтонском вокзале начинается история о маленьком медвежонке, приехавшем из Дремучего Перу. Там он стоит и ждёт, пока кто-нибудь обратит на него внимание. Мистер и миссис Браун принимают решение позаботиться о смелом скитальце, и вскоре Паддингтон становится полноценным членом их семьи. Поскольку Паддингтон — воспитанный медвежонок, он старается быть полезным в доме. Однако его затеи часто оборачиваются проказами и шалостями. Там, где находится медвежонок Паддингтон, не бывает скучно.

## Мягкая игрушка

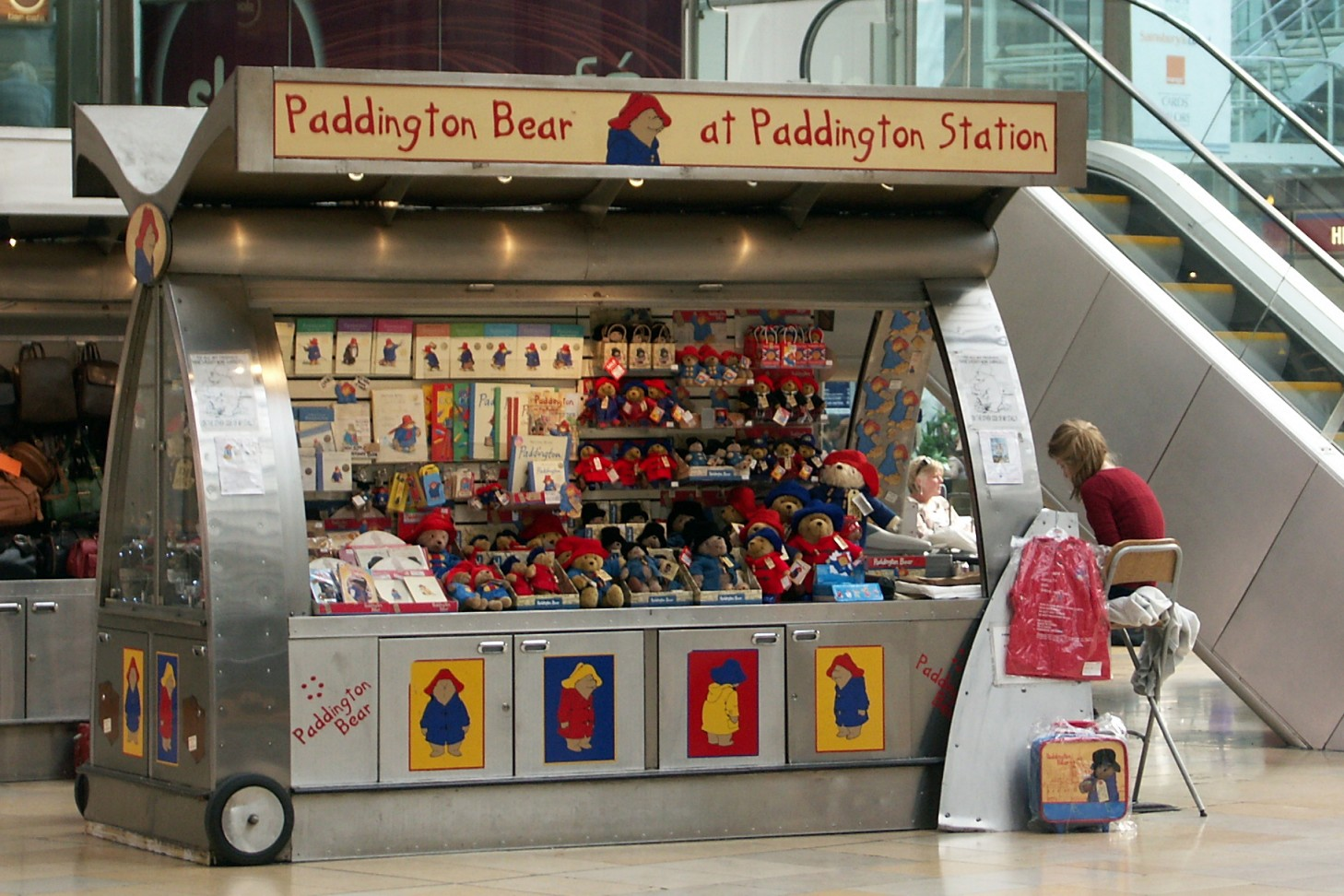
Мягкие игрушки в продаже на вокзале Паддингтон в Лондоне

Первый игрушечный медвежонок был пошит в 1972 году фирмой Gabrielle Designs, принадлежащей Ширли и Эдди Кларксонам. Пробный экземпляр был подарен ими на рождество собственным детям Джоанне и Джереми Кларксону (который впоследствии стал знаменитым телеведущим и писателем).

## В массовой культуре
- Носит широкополую шляпу и синий дафлкот[8][9].
- С 1976 по 1980 год в Великобритании транслировался мультсериал «Приключения медвежонка Паддингтона[англ.]*
- С 1989 по 1990 год выходил американо-британский мультсериал «Медвежонок Паддингтон[англ.]».
- С 1997 по 2000 год выходил канадско-французский мультсериал «Новые приключения медвежонка Паддингтона[англ.].
- 13 октября 2008 года Google отпраздновала 50-летие со дня публикации первого издания книги о медвежонке Паддингтоне, изобразив его на своём логотипе в виде путешественника с чемоданом[10].
- В 2014 году режиссёр Пол Кинг снял фильм «Приключения Паддингтона», который был номинирован на две премии BAFTA: за лучший адаптированный сценарий и на премию имени Александра Корды за лучший британский фильм[11].
- В 2017 году снято продолжение фильма — «Приключения Паддингтона 2».
- В 2019 году началась трансляция очередного мультсериала «Приключения Паддингтона[англ.].
- В 2022 году Паддингтон появился в праздничном ролике по случаю 70 лет правления Королевы Елизаветы II. Позже, в дни траура по Ее Величеству многие британцы приносили к стихийным мемориалам вместе с цветами медвежат Паддингтон.
- В 2024 году снято продолжение фильма — «Приключения Паддингтона 3».